# Рольдан Родрігес
Рольдан Родрігес Іглесіас (ісп. Roldan Rodriguez Iglesias, нар. 9 листопада 1984 у Вальядоліді) — іспанський автогонщик, що змагався в серії Grand Prix 2 (GP2) з 2007 по 2009 роки. До цього він виступав в іспанській Формулі-3 та в різних категоріях Формули-3000.

## Кар'єра
Після виступу в Іспанській Юніорській формулі 1600 в 2002, Родрігес перейшов в Іспанську Формулу-3 і залишився там на наступні чотири сезони, поступово покращуючи результат, в 2006 він зайняв друге місце після аргентинського гонщика Рікардо Різатті.